# Sermon Divin
Il Sermon Divin (in italiano Sermon Divino) è un poema didascalico scritto nel XIII secolo, tra il 1264 e il 1274, da Pietro da Barsegapè in koiné lombarda e ritenuto, assieme ai Libri di Uguccione da Lodi, uno dei primi esempi di letteratura lombarda conosciuto ad oggi.
Lungo 2453 versi, è diviso in tre sezioni: una che tratta della Creazione, una che tratta della Passione di Gesù e l'ultima che tratta il Giudizio universale.